# Бенжеллун, Тахар
Тахар Бенжеллун, также Бен Желлун, Бенджеллун, Бен Джеллун (фр. Tahar Ben Jelloun, 1 декабря 1947, Фес, Марокко) — марокканский писатель, пишет на французском языке.

## Биография
Учился в двуязычном лицее (арабский и французский языки). Окончил университет в Рабате, где изучал философию и психологию, начал писать стихи по-французски. Преподавал философию.
В 1971, в связи с арабизацией обучения в стране, переехал во Францию. С 1972 постоянно сотрудничает с газетой Le Monde. В 1975 защитил докторскую диссертацию по социальной психологии.
Публикует стихи, прозу, труды по психиатрии и социальной психологии, активно работает как журналист. Его романная дилогия «Дитя песка» (1985) и «Священная ночь» (1987) приобрела большую популярность не только во Франции, но и за её рубежами, она переведена более чем на 40 языков. Сегодня он самый переводимый франкоязычный писатель в мире.
С женой и четырьмя детьми живёт в Париже, а пятый проживает в Беларуси.

## Публикации на русском языке
- Священная ночь. М., 1999
- Стихи Тахара Бенджеллуна в переводе Музы Павловой, в кн. «Поэты Северной Африки». М., 1986.
- Стихи Тахара Бенжеллуна в переводе Андрея Полонского

## Признание
Почетный доктор Лувенского католического университета (1993). Великий офицер ордена Почётного легиона (2008). Почетный доктор Монреальского университета (2008). Член Гонкуровской академии. Лауреат премии мира имени Эриха Марии Ремарка (2011). Командор Ордена Франции «За заслуги» (2012).